# هنري وارد بول
هنري وارد بول (بالإنجليزية: Henry Ward Poole)‏ هو مهندس مدني ومهندس أمريكي، ولد في 13 سبتمبر 1825 في سالم في الولايات المتحدة، وتوفي في 22 أكتوبر 1890.